# Kazimierz Kaden (junior)
Kazimierz Kaden junior (ur. 27 grudnia 1898 w Rabce, zm. 31 października 1985 w Warszawie) – polski lekarz balneolog.

## Życiorys
Był synem lekarza Kazimierza Kadena (1861-1917) właściciela Rabki, bratem Adama Kadena. Ukończył gimnazjum w Krakowie, od 1917 studiował medycynę na UJ, doktorem medycyny został 15 maja 1926, studia uzupełnił we Lwowie studiując chemię analityczną. W 1927 pracował w Klinice Chorób Dziecięcych UJ w Krakowie. W 1928 objął kierownictwo Uzdrowiska Rabka i kierował nim do wybuchu II wojny światowej. Udzielał się w Oddziale Polskiego Towarzystwa Tatrzańskiego, w latach 1936-1937 będąc prezesem jego oddziału w Rabce.
W 1939 wyjechał z żoną Antoniną Wolańską do Francji, gdzie pracował we francuskim Czerwonym Krzyżu oraz w Szpitalu Ministerstwa Opieki Społecznej, działał w ruchu oporu. Został aresztowany w maju 1944 i osadzony w obozie Neuengamme. W listopadzie 1946 powrócił do Polski, odbudował zakład uzdrowiskowy w Rabce, a po jego upaństwowieniu w 1948 w wyniku którego rodzina Kadenów straciła majątek przeniósł się do Dusznik, gdzie pracował w latach 1949-1959, a następnie objął stanowisko dyrektora szpitala w Lesnicy. W 1961 znalazł się w Warszawie obejmując w ministerstwie zdrowia stanowisko specjalisty leczenia balneologicznego, a następnie do emerytury pracując na stanowisku naczelnika wydziału lecznictwa uzdrowiskowego w Dyrekcji Uzdrowisk Polskich w Warszawie.
Za swoją pracę odznaczony został Złotym Krzyżem Zasługi, Orderem Polonia Restituta, medalem im. Wojciecha Oczki za zasługi dla balneologii. Zmarł bezpotomnie. Został pochowany na warszawskich Powązkach kwatera 173, rząd 2.